# ともに
「ともに」は、Kis-My-Ft2のスペシャルシングルで、7人体制最後の作品。2023年8月3日にジャニーズショップオンラインストア限定で発売された。

## リリース
表題曲「ともに」は、メンバー全員で作詞を担当し、メンバーの北山宏光が脱退発表をした際に制作中であることが発表されていた楽曲。楽曲制作について同じメンバーの玉森裕太は「歌割り、曲名など全部7人で話し合って決めました。いろいろ案があった中で、横尾（横尾渉）さんの案の『ともに』を曲名にしました」と説明している。
シングルの付属DVD・Blu-rayには「ともに」のMVが収録されており、楽曲制作過程のドキュメンメントシーンや、メンバーの現在のリアルな想いや表情を収めた作品となっている。また、シングルの発売発表にあわせ公開された新アーティスト写真は、2020年10月4日に行われた生配信ライブ『Kis-My-Ft2 LIVE TOUR 2020 To-y2』のアンコールでもパフォーマンスした東京ドームホテルの屋上で、朝日とともに撮影された。
発売から約1年半後の2025年3月31日に本作のデジタル・ダウンロード、サブスクリプションが解禁された。
2025年8月現在、一般流通のCD作品には未収録となっている。

### 外付特典
- ファンクラブ限定特典（ファンクラブ入会者のみ購入可）[2]
  - オリジナルスリーブケース
  - オリジナル手書きメッセージカード（メッセージはプリント）
- 一般購入特典（ファンクラブ非入会者も購入可）[2]
  - フォトカードセット（8枚組み）

## 収録内容

### CD
1. ともに
作詞：Kis-My-Ft2、作曲：栗原暁・久保田真悟、編曲：久保田真悟
2. ともに -Instrumental-

### DVD・Blu-ray
1. 「ともに」Documentary Music Video

## 収録作品
| 楽曲タイトル | 収録                 | 収録              |
| ------------ | -------------------- | ----------------- |
| ともに       | CDシングル           | 『ともに』        |
| ともに       | ミュージック・ビデオ | 『ともに』        |
| ともに       | ライブ映像           | 『For dear life』 |